# Sant Vicenç de Pinós
Sant Vicenç de Pinós és l'església parroquial del nucli de Pinós, de la comarca del (Solsonès), inclosa a l'Inventari del Patrimoni Arquitectònic de Catalunya.

## Situació
L'església, rodejada per les cases de Pinós, culmina un destacat puig que s'aixeca al sud i al peu de la Serra de Pinós i el seu Santuari.
A Pinós s'hi va des del sud per la carretera de Calaf a Vallmanya. A 20 km. de Calaf i 5 abans de Vallmanya(41° 48′ 48″ N, 1° 33′ 01″ E / 41.813299°N,1.550345°E) hi ha un encreuament, molt ben senyalitzat, on, cap al nord es va a Pinós i al Santuari. Des del Santuari, al nord, es baixa a Pinós per la mateixa carretera.

## Descripció
Església és d'una sola nau, coronada per un campanar d'espadanya al mur de ponent (nau de 6,30X12,30).

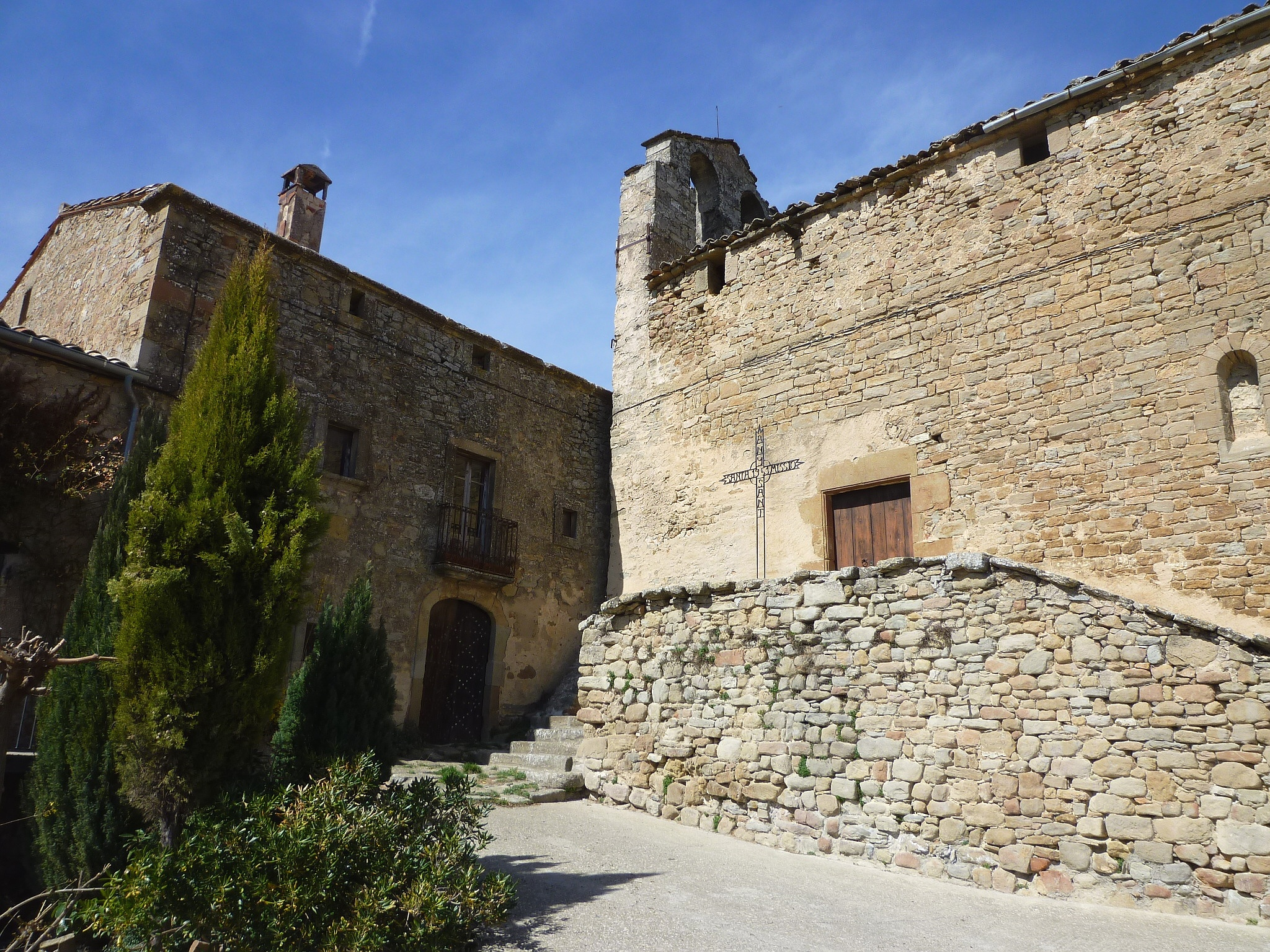
Façana sud

L'església fou àmpliament modificada al segle xviii i això va afectar sensiblement al conjunt de l'edifici. De l'obra romànica conserva únicament la part del mur de migdia, mur en el qual fou oberta la porta del segle xviii i que encara conserva una elegant finestra de doble esqueixada perfectament adovellada.
L'església està orientada a llevant i és adossada a les cases veïnes.

## Història
L'església de Sant Vicenç era parroquial del terme de Pinós i d'ella depenia el santuari de la Mare de Déu de Pinós. La seva història s'ha de lligar als orígens del lloc, del castell de Pinós, del qual va prendre el nom una gran família que més tard senyorejà part dels territoris de l'Alt Berguedà. Possiblement el primer castell de Pinós fou molt aviat abandonat però dalt l'enlairada serra es va mantenir el nucli important de poblament fins a la darrera despoblació dels segles XIX i XX